# 巴特書店

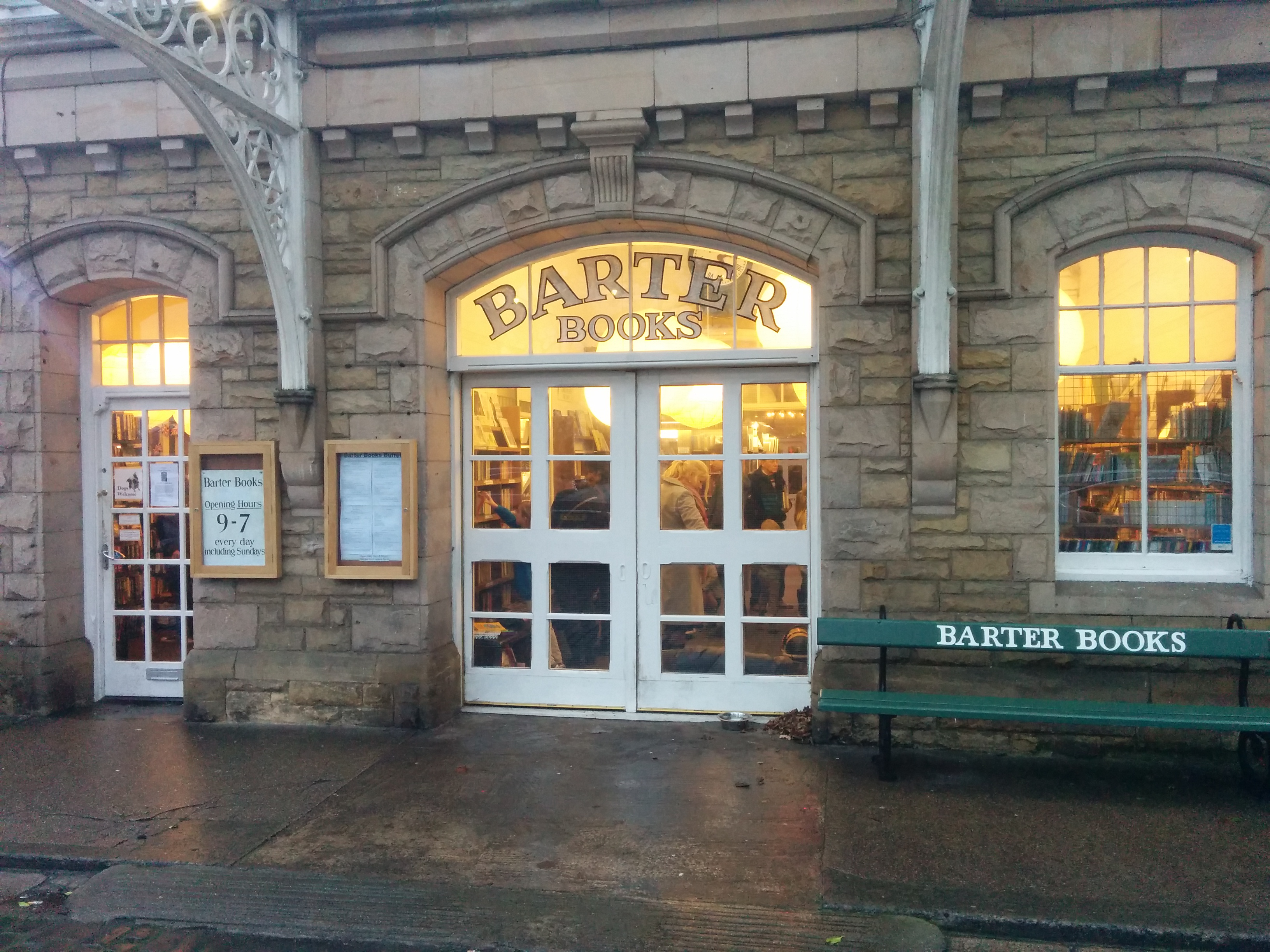

巴特書店是一間英國的獨立二手書店，位於阿尼克，史都華和太太瑪麗於1991年開始經營這間書店，原先只是在一間廢置的工廠內經營，後來逐漸擴展至曾經是東北鐵路其中一個車站的阿尼克站。現時每年書店有超過20萬人次訪客，成為了歐洲最大的二手圖書交易市場之一。2000年，史都華夫婦在一堆舊書中發現了二戰時期的一張海報Keep Calm and Carry On，兩人將海報大量複制，並應用在不同商品上，成為了一種流行文化。